# Charlotte Cederschiöld
Ulla Margareta Charlotte Cederschiöld, née le 28 septembre 1944 à Gävle, est une femme politique suédoise.
Membre du parti des Modérés, elle siège au Riksdag de 1987 à 1995 et est députée européenne de 1995 à 2009.